# Luís Pereira
Luís Pereira (Juazeiro, 21 juni 1949) is een voormalig Braziliaans voetballer. Hij wordt samen met Domingos da Guia gezien als een van de beste verdedigers in de Braziliaanse voetbalgeschiedenis.

## Biografie
Pereira begon zijn carrière bij São Bento, maar maakte al in 1968 de overstap naar Palmeiras, dat toen een glorieperiode beleefde. Ondanks dat hij verdediger was scoorde hij toch 35 keer voor de club en won er twee keer het Campeonato Paulista mee en werd in 1969, 1972 en 1973 landskampioen. In 1974 koos hij voor een Europees avontuur bij Atlético Madrid en won er in 1976 de Copa del Rey mee en in 1977 de landstitel. In 1980 keerde hij terug naar Brazilië en ging voor Flamengo spelen en in 1981 terug voor zijn oude liefde Palmeiras. In 1985 en 1986 speelde hij voor Portuguesa en werd er vicekampioen mee in de staatscompetitie. In 1987 speelde hij nog voor Corinthians, hij was toen 38 jaar. Hierna speelde hij nog voor kleinere clubs tot hij 47 was.
Hij speelde ook voor het nationale elftal en was op het WK 1974 in West-Duitsland. In de tweede ronde kreeg hij een rode kaart tegen latere finalist Nederland, na een zware overtreding op Johan Neeskens. Hij was de eerste Braziliaan die een rode kaart kreeg op een WK.
Na zijn spelerscarrière werd hij ook trainer.